# Прекопана
Прекопана или Прокопана (изписване до 1945 година: Прѣкопана; на гръцки: Περικοπή, Перикоп̀и, до 1928 година: Πρεκοπάνα, Прекопана) е село в Република Гърция, в дем Суровичево (Аминдео), област Западна Македония.

## География
Селото е разположено на 30 километра южно от град Лерин (Флорина), на 1440 m в планината Вич на единия от двата пътя между селата Бел камен и Българска Блаца (Оксия). Землището на селото обхваща повърхност от 34 km². На изток граничи с Невеска, Бел камен и Негован, на запад с Българска Блаца и Черешница, на север с Бабчор, Порта и Вишени и на юг със Загоричани, Лехово и Сребрено.
Топоними в землището на селото са: Градище, старо селище с остатъци от зидове, Дум ливада, Дренова река, покрай реката се простират пасища и тук са били овчарските кошари, Поле, мястото, където се намирали прекопанските ниви и ливади, Жупан, място, където също така имало ниви и ливади, Сколец, Рудина, Темни вър, Дервено, Орници, Урван дол.

## История

### В Османската империя
Прекопана се споменава в османски дефтер от 1530 година под името Прекопана с 10 семейства. През XVI век село Прекопана е дервентджийско. В първата половина на века има население от 13 – 23 семейства, а в 1569 година 22 семейства.
В XIX век Прекопана е чисто българско село. Селяните се занимават предимно с животновъдство. С оглед на многобройните стада овце, жителите на Прекопана правят големи количества сирене, което продават в съседните села. От градинарските продукти най-отглеждани са картофите. За домашните нужди прекопанци отглеждат различни зеленчукови продукти, а от плодовете в този регион най-успявали орехите, крушите, ябълките и сините сливи. Прекопанци често ходили и на печалба. В началото в близките градове като Лерин, Костур и Солун, по-късно да започнат да ходят и в Турция, България и Румъния, където са работили като млекари или извършват различни кръчмарски дейности.
Александър Синве (Les Grecs de l’Empire Ottoman. Etude Statistique et Ethnographique), който се основава на гръцки данни, в 1878 година пише, че в Прокопана (Prokopana) живеят 1032 гърци. В „Етнография на вилаетите Адрианопол, Монастир и Салоника“, издадена в Константинопол в 1878 година и отразяваща статистиката на населението от 1873 година, Прекопана (Prékopana) е посочено като село в Костурска каза с 88 домакинства и 280 жители българи. В 1876 – 1877 година в Прекопана преподава Златко Каратанасов.
В 1889 година Стефан Веркович (Топографическо-этнографическій очеркъ Македоніи) пише за Прекопана:
| „ | На север от Клисура и Лахова и на изток от Костур... се намира село Преноста с 56 български къщи, плащащи 5200 пиастри данък. Жителите на това село са земеделци и пастири, в голяма част работещи на гурбет... В селото има две църкви с трима свещеници. | “ |

В 1892 година в селото се създава българска община, като под Патриаршията остават само три къщи. Църквата „Света Богородица“ е разделена - три седмици за българите, една седмица за гъркоманите. В последната събота на август 1894 година прекопанци изгонват от селото митрополит Филарет Костурски. Българите с подкуп от 300 лири са обявени за единствени господари на църквата „Света Богородица“.
Според статистиката на Васил Кънчов („Македония. Етнография и статистика“) в 1900 година Прекопана има 1100 жители българи.
На Етнографската карта на Битолския вилает на Картографския институт в София от 1901 година Прекопана е чисто българско село в Леринската каза на Битолския санджак със 175 къщи.
През 1901 и 1902 година в селото нелегално идват организатори на ВМОРО, макар в селото да квартирува турска военна част с около 200 души аскер. Организатори и агигатори на ВМОРО, действали в Прекопана са Киряко от село Черешница, Кузо Попдинов от село Българска Блаца, Митре Влаха и Дядо Коьо от Долно Котори. Тайните срещи ставали в голямата къща на Яни Кировски. В селската комитска чета били организирани 60 души от Прекопана.
Когато избухва Илинденско-Преображенското въстание, турският гарнизон се оттегля в Невеска, минавайки през Прекопана, където напълва няколко складове с храна и дрехи. Местната организация на ВМОРО конфискува складовете, а храната е разделена сред населението. На 29 юли 1903 година войска напада Прекопана и изгаря 124 къщи и убива петима възрастни жители на селото. Останалата част от населението се оттегля в Дум ливада и планината Присои. На тези места селяните останали 10 дни, а след това са се върнали в селото и са били настанени в неизгорените къщи.
Въ селото ни стоеше на кватира единъ юзбашия съ войска. Възстанието се почна. Мното чети минаха прѣзъ селото ни. Ние дадохме 60 души четници. На 28 юлий селянитѣ изпратиха въ Невѣска М. З., за да види, да ли има много войска. Той се върна рано на другия день и обади, че войски съ топове приближавали селото ни. Всички напуснахме селото и се събрахме въ ближната гора Присой. Отъ тукъ видѣхме, какъ войскитѣ отъ начало зеха да бомбардиратъ селото. Послѣ влѣзнаха вѫтрѣ. Огънь се появи въ нѣщолко кѫщи. Пожарь обхвана цѣлото село. Довечерьта войскитѣ се оттеглиха въ Невѣска. На другия день се завърнахме и отъ 180 кѫщи намѣрихме само 56 кѫщи здрави. Въ тѣхъ се прибрахме всички селяни. При това, въ селото се намѣриха двама мѫже и двѣ жени заклани. Тѣлата на женитѣ бѣха съвсѣмъ обезобравени... Ние живѣхме добрѣ до 14 августъ. Тоя день узнахме, че много войска иде отъ къмъ Костуръ. Към 6 ч. напуснахме селото. Войската мина прѣзъ него и изгори още 48 кѫщи отъ останалитѣ 56 здрави. Тоя пѫть училището ни изгориха, църквата ни оскверниха, славянскитѣ книги и всички икони съ славянски надписи унищожиха.
При започналата офанзива на турския аскер в средата на август са опустошени много български села. На 14 август войските влизат в Прекопана и запалват останалите 56 къщи, като в селото остават само 8 неизгорени жилища. След това второ запалване жителите се оттеглят в планината Бел камен, където остават цели 15 дни. Въпреки това, поради липсата на храна и дрехи, есента са настанени в село Бел камен. Османците разбират, че прекопанци са в Бел камен и планират нападение на селото, но белкаменци успяват да отклонят нападението.
Прекопанци се прехвърлят в село Зелениче и там остават до пролетта на 1904 година, когато се завръщат в родното си село и започват изграждането на нови къщи.
Според сведение на ръководителите на въстанието в Костурско Васил Чекаларов, Лазар Поптрайков, Пандо Кляшев, Манол Розов и Михаил Розов, изпратено до всички чуждестранни консулства в Битоля на 30 август 1903 в Прекопана са изгорени всичките 150 къщи и са убити 5 души при първото му запалване на 29 юли, и неясен брой при второто запалване на 14 август. Според друг източник при нападението от 29 юли са изгорени 124 от 180 къщи и са убити трима души. При второто нападение са изгорени останалите 56 къщи и училището, а селската църква е осквернена, а целият ѝ инвентар унищожен. Във въстанието са участвали 60 прекопанци, от които само един е убит.
През ноември 1903 година българският владика Григорий Пелагонийски и леринският архиерейски наместник отец Никодим раздават в Зелениче помощи за пострадалите прекопанци.
В 1903 година в селото има 70 патриаршистки и 130 екзархийски семейства, но по-късно всички жители на Прекопана минават под върховенството на Българската екзархия. По данни на секретаря на екзархията Димитър Мишев („La Macédoine et sa Population Chrétienne“) в 1905 година в Прекопана има 1600 българи екзархисти и 12 власи и в селото функционира българско училище. В български ръце е и църквата „Света Богородица“
Селото, остров сред гъркоманските села Сребрено (българско), Невеска (влашко) и Бел камен и Лехово (албански), остава вярно на Екзархията чак до попадането си в Гърция след Балканската война. Селото пострадва от започналата след въстанието гръцки андартски нападения. За празника Богородица през 1905, гръцка въоръжена чета изпратила писмо до селото, в което искали да се подготви угощение от селяните. Дейците на ВМОРО решили писмото да го предадат на българска чета, която причакала гръцките андарти на пътя към Прекопана и ги отблъсква, убивайки двама техни членове. Един ден по-късно андартски чети нападат селото и убиват 11 души. Убити са българският поп Никола и учителят Костадин Кондевчев (Кондовчев) и няколко селяни, нападнати по време на едно погребение, а в гората са избити Христо Мохаремов, Кирето Калин, синът му Пандо, Минче Анастасовски Горничевски, Анастас Клеков, Сидо Мурджев и Стефо Сидеровски.
През септември 1910 година селото пострадва по време на обезоръжителната акция на младотурците.
По време на Балканската война 15 души от Прекопана се включват като доброволци в Македоно-одринското опълчение. През Първата световна война 68 души от Прекопана участват в Българската армия.
В 1915 година костурчанинът учител Георги Райков пише:
| „ | 2 1/2 ч. на югоизток, по-надоле от с. Бапчор, при полите на Вич планина е разположено българското с. Прекопана. Селяните си говорят на матерния си чисто български язик и си имат своя българска църква, свещеници, училище и учители. За върховен началник признаваха Българския Екзарх Йосиф I. Окобло това село са разположени на 1 1/2 и 2 ч. пътно разстояние българските села Вишени, Тиолища, Българско Блаца, Бамбоки, Загоричани, Маврово и Сетома. | “ |

На етническата карта на Костурското братство в София от 1940 година, към 1912 година Прекопана е обозначено като българско селище.

### В Гърция
През войната селото е окупирано от гръцки части и остава в Гърция след Междусъюзническата война. Част от българското население емигрира в България (45 семейства в София) и в Цариград.
Преброяването от 1913 година показва 542 жители, това от 1920 – 106 семейства с 436 жители, а това от 1928 година – 423 жители. В същата 1928 година е преименувано на Перикопи. Боривое Милоевич пише в 1921 година („Южна Македония“), че Прекопана има 170 къщи славяни християни. В 1932 година в Прекопана има 95 българогласни семейства, от които 73 са с „изявено българско съзнание“.

По време на окупацията на Гърция през Втората световна война прекопанци изпращат молба до германската комендатура в Лерин за образуване на българска общинска администрация и в селото е създадена чета на българската паравоенна организаци Охрана. Съвременик от Чрешница си спомня:
| „ | Те станаха комити ... поради големата мъка, що я имаха от страна на партизаните. Постоянно им зеваха овци, волове, кокошки, сирене и хлеб. А те кутрите немаха за себе си. | “ |

 След въоръжаването на местните жители, с помощта и на членове на Охрана от Загоричани, Черешница и Олища е отблъснато едно партизанско нападение, при което са убити двама прекопанци и са предизвикани пожари в селото. По-унищожително е нападението на части на ЕЛАС на 21 август 1944 година. След като е обкръжена, обстрелвана с минохвъргачки и пушечен огън, Прекопана е частично запалена, превзета и плячкосана от партизаните. Според съвременници прекопанци се сражават самоотвержено, като викат „Да живее България!“. В дните на погрома са избити 19 местни жители.
В общинския съвет по време на войната влизат Пандо Кюрин, Търпо Запаренков, Никола Евефески, Илия Махаремов, Атанас Махаремов, Иван Ников, Михаил Николов, Сотир Георгеоров, Симо Запаренков, Петър Евефески.
В 1945 година в селото има 490 българофони, 400 от които с „негръцко национално съзнание“ и 90 с гръцко.
Селото пострадва по време на Гръцката гражданска война. След края на окупацията в 1945 г. в Прекопана е разположен гръцки полицейски участък. Двама души са арестувани за комунистическа дейност, но са освободени след намеса на поп Коста и кмета на селото Христо Бричевски.
През лятото на 1946 година много прекопанци са принудени да се оттеглят в планината, за да избегнат ареста. Гръцката полиция обсажда селото и 7 прекопанци, сред които и една жена са арестувани и осъдени на затвор от 5 до 16 години, а задочно са осъдени на двама прекопанци. Същата година, гръцките полицейски сили отново влизат в селото и физически малтретират семействата на забегналите. Вследствие на мъченията умира един селянин. Полицията ограбва къщите и изгаря много кошари за овцете.
Към края на 1946 година Прекопана била под контрола на комунистическите партизани. Много прекопанци се присъединяват към редиците на ДАГ. Повечето от тези бойци, които са в Леринско-костурския батальон и в Битоля заедно с Воденския батальон формират Първа егейска ударна бригада.
В края на 1947 година след убийството на местния свещеник от партизани, гръцките власти подпалват Прекопана, като изгарят всички 110 къщи и всички стопански постройки. Пощадена е само църквата. Впоследствие жителите на селото го напускат. Преброяването от 1951 го показва изоставено.
| Име       | Име          | Ново име  | Ново име  | Описание                                                          |
| --------- | ------------ | --------- | --------- | ----------------------------------------------------------------- |
| Изворо    | Ίσβορο       | Пиги      | Πηγή      | местност във Вич на СИ от Прекопана                               |
| Прекопана | Περκοπάνα    | Перикопи  | Περικοπή  | връх във Вич на С от Прекопана (1866,7 m)                         |
| Клепалото | Γλεπόλοτο    | Проексохи | Προεξοχή  | връх във Вич на СЗ от Прекопана (1877 m)                          |
| Цуцулец   | Τσούτσουλετς | Корифула  | Κορυφούλα | във Вич на Ю от Прекопана (1470 m)                                |
| Градища   | Γκράδιστα    | Фрактес   | Φράκτες   | гора във Вич на ЮЗ от Прекопана и на С от Олища                   |
| Рамна     | Ράμνα        | Исиомата  | Ισιώματα  | местност във Вич на СЗ от Прекопана, южно под връх Вич (2128,2 m) |

Преброявания
- 1913 – 542 жители
- 1920 – 436 жители
- 1928 – 423 жители
- 1940 – 545 жители
- 1951 – 0 жители
- 1961 – 82 жители
- 1971 – 23 жители
- 1981 – 0 жители
- 1991 – 6 жители
- 2001 – 41 жители
- 2011 – 4 жители

## Личности
Родени в Прекопана
- Анастас Попов (1871 – след 1943), български революционер, деец на ВМОРО
- Васил Георгиев Максимов (1887 – 1930), български революционер, македоно-одрински опълченец
- Георги Динев (1904 – 1974), румънски писател
- Георги Николов, български общественик, член на НК на СМЕО
- Иван Вричов (Ιωάννης Βρίτσος), гръцки андартски деец от трети клас[47]
- Кирил Николов (1890 – ?), македоно-одрински опълченец, Инженерно техническа част на МОО, Нестроева рота на 4 битолска дружина[48]
- Коста Атанасов (Анастасов), македоно-одрински опълченец, 29-годишен, млекар, ІІ отделение, 3 рота на 9 велешка дружина, 1 рота на 10 прилепска дружина[49]
- Коста Христов (1887 – ?), македоно-одрински опълченец, 1 рота на 6 охридска дружина[50]
- Костадин Кондевчев (? – 1904), български просветен деец
- Кузе Михайлов, македоно-одрински опълченец, 2 рота на 11 сярска дружина[51]
- Кузман Христов (1891 – ?), македоно-одрински опълченец, 1 рота на 6 охридска дружина[52]
- Ламби Янакиев, български революционер от ВМОРО, четник на Васил Аджаларски[53]
- Манол Василев (1856 или 1862 – 1912), македоно-одрински опълченец, 1 рота на 6 охридска дружина, загинал на 4 ноември 1912 година[54]
- Манол Василев, македоно-одрински опълченец, 1 рота на 8 костурска дружина[54]
- Никола Георгиев (1882 – ?), македоно-одрински опълченец, 2 рота на 6 охридска дружина, Сборна партизанска рота на МОО, в гръцки плен от 12 юли до 4 декември 1913 година[55]
- Марко Христо, арестуван преди април 1904 година, обвинен в „убийството на Ибрахим Чауш, Хюсеин, Реджеп и Яшар от село Зелениче“ в 1318 година (14 март 1902 - 13 март 1903), осъден, амнистиран с общата амнистия от 12 април 1904 година[56]
- Пандо Мечкаров (1869 – 1904), български революционер, деец на ВМОРО
- Поп Христо (Παπα Χρήστος), гръцки андартски деец от трети клас, вероятно убит с поп Димитър Икономов (Παπα-Δημήτρη Οικονόμο) през ноември 1905 година[47]
- Петър Николов (1872 – 1913), македоно-одрински опълченец, Продоволствен транспорт на МОО, поинал на 14 февруари 1913 година[57]
- Сребрен Попов, деец на ВМОРО, войвода на чета в Леринско преди Хуриета в 1908 година[58]
- Стефо Прекопанчето, български революционер, загинал преди 1908 г., погребан в братската могила в Апоскеп[59]
- Стоян Мурджев (Мурджов, около 1894 – 1944), български революционер, деец на Македоно-българския комитет в Костурско
- Стоян Николов (1880 – ?), македоно-одрински опълченец, 1 рота на 6 охридска дружина, носител на орден „За храброст“ IV степен[60]
- Тасе Христов (1877 – ?), български революционер и общественик
- Ташко Николов (Тасе), македоно-одрински опълченец, 3 рота на 12 лозенградска дружина, носител на бронзов медал[60]
- Тома Вангелов Лъвов (? – 1917), македоно-одрински опълченец, 2 рота на 8 костурска дружина.[61] Загинал през Първата световна война.[62]
- Тома Николов Тръпчев (1884 или 1896 – 1970), македоно-одрински опълченец, 2 рота на 9 велешка дружина, носител на орден „За храброст“ IV степен[63]
- Христо Кузманов (1873 – след 1943), български революционер, деец на ВМОРО
- Христо Николов (1868 – ?), македоно-одрински опълченец, Нестроева рота на 10 прилепска дружина[64]
- Яне Костов, български революционер от ВМОРО, четник на Мише Развигоров[65]

Български общински съвет в Прекопана в 1941 година
- Пандо Кюрин
- Тръпко Запаренков
- Никола Евефски
- Илия Мехаремов
- Атанас Мехаремов
- Иван Ников
- Михаил Николов
- Сотир Георгеоров
- Симо Запаренков
- Петър Евефски[39]

Други
- Димитър Михайлов Атанасов (1928 – 2021), дългогодишен член на настоятелството на Българската екзархия в Истанбул, по произход от Прекопана[66]

Починали в Прекопана
- Коста Антоновски (1923 – 1948), гръцки партизанин и деец на НОФ